# Ekonomika Filipín
Po roce 2011 začaly Filipíny prožívat éru mimořádného ekonomického rozvoje. HDP roste mimořádným tempem: 6,7 procenta v roce 2012, 7,1 v roce 2013 a v dalších letech to byly podobné přírůstky bohatství: 6,1 %, 5,8 %, 7,1 % a 6,5 procenta v roce 2017. To je jedno z nejvyšších temp růstu na světě. Ve stejné době došlo k výraznému snížení zahraničního dluhu. Na tyto ukazatele zareagovaly i ratingové agentury či Světové ekonomické fórum, které ve svém žebříčku konkurenceschopnosti posunulo Filipíny ze 75. místa v roce 2011 na 57. místo v roce 2017.
Za problém a brzdu rozvoje však většina mezinárodních organizací považuje rozbujelou byrokracii a korupci. K problémům Filipín patří redistribuce rostoucího bohatství. Země má největší rozdíl mezi bohatými a chudými v regionu. Giniho koeficient, jež tento rozdíl měří, činí 42,98, tedy zhruba dvojnásobek oproti Německu, Rakousku či České republice. To má dopady i na politickou sféru. Chudá část filipínské populace nemá pocit, že by se jí objektivní růst bohatství dotkl. Tento jev podrazil nohy prozápadním liberálním politikům (jako byl Noynoy Aquino) a otevřel brány prezidentovi Rodrigo Dutertemu, s jeho protiamerickou a pročínskou politikou. Nová Duterteho daňová reforma má právě redistribuovat prostředky k méně privilegovaným.
Filipínský export však stále míří především do Japonska a Spojených států, dovozu naopak dominuje Čína. Export do Japonska byl umožněn japonsko-filipínskou smlouvou o ekonomickém partnerství z listopadu 2008. Ta vytvořila pravidla velmi se blížící zóně volného obchodu mezi těmito dvěma zeměmi. To byl mimořádný stimul pro filipínskou ekonomiku. Exportní potenciál země se zvýšil také roku 2015, když se stala součástí společného trhu ASEAN.
Zahraniční investice na Filipínách rostou (v roce 2017 například enormně vzrostly investice z Nizozemska), avšak jsou limitovány zákonným ustanovením, že domácí firmy mohou mít podíl zahraničního vlastnictví nejvýše 40 %.
Jako v některých jiných rozvojových zemích hrají velký stimulační efekt pro domácí poptávku tzv. remitence, tedy příspěvky, jež posílají rodinám Filipínci pracující v zahraničí. Filipíny mají jeden z největších kontingentů lidí pracujících za hranicemi – odhaduje se 10 milionů lidí. Počtem osob pracujících v cizině (z hlediska velikosti HDP) se Filipíny řadí na 3. místo za Indonésii a Thajsko.

## Historie

### Předkoloniální éra
Hospodářská historie filipínských ostrovů sahá až do předkoloniálních časů. Země, která se tehdy skládala z různých království a thalasokracií, nabízela vhodné podmínky pro velké množství obchodníků, kteří na ostrovy přicházeli obchodovat. Tato království vítala indické, arabské, čínské a japonské obchodníky, kteří se většinou působili u břehů řek, pobřežních přístavů a v centrálních pláních. Obchodníci obchodovali se zbožím, jako je zlato, rýže, hrnce a další výrobky. V té době byl zaveden směnný obchod a předkoloniální lidé si užívali života naplněného dováženým zbožím, který se podepsal i na jejich módu a životní styl.
Od 12. století byl na severu Filipín založen obrovský průmysl soustředěný na výrobu a obchod s hliněnými nádobami Burnay, které se používaly pro skladování čaje a dalšího zboží podléhajícího rychlému kažení. Obchod probíhal s japonskými a okinawskými obchodníky. Tyto hrnce byly v japonštině známé jako „Ruson-Tsukuri“ (vyráběné v Luzonu) a byly považovány za nejlepší skladovací nádoby používané k uchování čerstvých čajových lístků a rýžového vína. Proto byly hrnce „Ruson-Tsukuri“ v severovýchodní Asii vyhledávané. Každá filipínská pec měla svou vlastní značku, umístěnou na spodní straně dna hrnce.
Lidé byli také skvělými zemědělci a na ostrovech, konkrétně na Luzonu, bylo velké množství rýže, drůbeže, vína a také mnoho jelenů, divočáků a koz. Kromě toho tam bylo také velké množství bavlny, vosku, medu a datlí vypěstovaných domorodci. Stát Caboloan v Pangasinanu často vyvážel jelení kůže do Japonska a na Okinawu.
Na počátku šestnáctého století vytvořily dvě největší občanská společenství Maynila a Tondo společný monopol na obchod s čínským zbožím pro zbytek filipínského souostroví.

### Španělská éra

#### Nové Španělsko (1565–1815)
Domorodé kmeny byly navzájem mezi sebou zotročovány, jako například kmen Lapu-Lapu, který nutil ostatní ostrovy platit daně. Příchod Španělů tento otrokářský systém zrušil. Miguel López de Legazpi s Tlaxcaltéky z Mexika dobyli a sjednotili ostrovy. Dobytí bylo provedeno díky objevu Andrése de Urdaneta při cestě zpátky k mexickému pobřeží. Státní správa Filipín byla provedena prostřednictvím „Capitania General“, která podléhala místokrálovství Novému Španělsku (dnešní Mexiko a okolní státy). Ekonomika Filipín dále rostla, když španělská vláda zahájila obchodní systém „Manilské galeony“. Obchodní lodě, osadníci a vojenské posily uskutečňovaly plavby jednou nebo dvakrát ročně přes Tichý oceán z přístavu Acapulco v Mexiku do Manily na Filipínách. Obě města byla součástí tehdejší provincií Nového Španělska.
Díky tomuto obchodu se Manila stala jedním z hlavních světových měst, což v následujících letech zlepšilo růst filipínské ekonomiky. Obchod také představil potraviny jako kukuřice, rajčata, brambory, chilli papričky, čokoládu a ananasy z Mexika a Peru. Tabák, prvně domestikovaný v Latinské Americe, poté představen na Filipínách, se stal pro Filipínce významnou tržní plodinou. Filipíny se také staly distribučním centrem stříbra těženého v Americe, které bylo v té době v Asii velmi žádané. Výměnou za toto stříbro Manila shromažďovala indonéské koření, čínské hedvábí a indické drahokamy, které byly vyváženy do Mexika.
Systém Manilských galeon fungoval do roku 1815, kdy získalo Mexiko svou nezávislost, což ale neovlivnilo ekonomiku ostrovů. 10. března 1785, král Karel III. Španělský potvrdil založení Královské filipínské společnosti se smlouvou na 25 let. V Baskicku byl udělen monopol na dovoz čínského a indického zboží na Filipíny a také na přepravu zboží přímo do Španělska přes mys Dobré naděje.

#### Španělská Východní Indie (1815–98)
Po tom, co Španělsko ztratilo území Mexika, bylo Nové Španělsko rozpuštěno. Filipíny pak s dalšími tichomořskými ostrovy vytvořily Španělskou Východní Indii. To mělo za následek, že Filipíny byly řízeny přímo španělským králem a generálním kapitánem Filipín, zatímco tichomořské ostrovy Severní Mariany, Guam, Mikronésie a Palau byly řízeny královskou audiencií v Manile.
To způsobilo, že ekonomika Filipín dále rostla, protože lidé viděli nárůst příležitostí. Zemědělství zůstalo největším přispěvatelem do ekonomiky a bylo největším producentem kávy v Asii, stejně jako velkou produkcí tabáku.
V Evropě se průmyslová revoluce rozšířila z Velké Británie v období známém jako viktoriánský věk. Industrializace Evropy vytvořila velké nároky na suroviny z kolonií, což s sebou přineslo investice a bohatství, i když to bylo velmi nerovnoměrně rozděleno. Generální guvernér Basco tomuto obchodu otevřel Filipíny. Dříve byly Filipíny vnímány jako obchodní místo pro mezinárodní obchod, ale v devatenáctém století se staly zdrojem surovin a jako trh pro zpracované zboží. Ekonomika na Filipínách rychle rostla a její místní průmysl se rozvíjel tak, aby uspokojil rostoucí požadavky industrializující se Evropy. Malý příliv evropských přistěhovalců přišel s otevřením Suezského průplavu, který zkrátil dobu cesty mezi Evropou a Filipínami o polovinu. Nové představy o vládě a společnosti, které mniši a koloniální úřady považovali za nebezpečné, se rychle dostaly na Filipíny, zejména prostřednictvím svobodných zednářů, kteří spolu s dalšími šířili ideály americké, francouzské a další revoluce, včetně španělského liberalismu.
V roce 1834 byla Filipínská královská společnost zrušena a formálně byl uznán volný obchod. Díky svému vynikajícímu přístavu se Manila stala otevřeným přístavem pro asijské, evropské a severoamerické obchodníky. Evropští obchodníci spolu s čínskými přistěhovalci otevřeli obchody prodávající zboží ze všech částí světa. El Banco Español Filipino de Isabel II (nyní Bank of the Philippine Islands) byla první banka otevřená na Filipínách v roce 1851.
V roce 1873 byly otevřeny další přístavy pro zahraniční obchod a na konci devatenáctého století dominovaly filipínskému vývozu tři plodiny – tabák, abaka a cukr.

### Filipínská první republika (1899–1901)
Ekonomika Filipín se během prvních let Filipínské první republiky výrazně neměnila, k náhlé stagnaci došlo po vypuknutí filipínsko-americké války. Přesto byl odhad HDP na obyvatele Filipín v roce 1900 1135,00 dolarů, což činí Filipíny v této době druhé nejbohatší místo v Asii v těsném závěsu za Japonskem a se značným náskokem oproti Číně (652,00 dolarů) nebo Indii (625,00 dolarů).

### Americká nadvláda (1901-40)
Příchod Američanů se v ekonomice projevil smíšeně. Díky zotavení se z války se Španělskem a s USA a investicím do zemědělství se prvotní fáze vykázala vysokým růstem po roce 1910. Filipíny zpočátku rychle předběhly sousedící státy. Tento nárůst nevydržel a během pár let se začal zpomalovat. Od pozdních 20. letech dochází k ekonomické stagnaci způsobené hlavně restrikcí na amerických trzích představením protekcionistických kvót a fiskálních omezení, které zabránili jakémukoliv dalšímu pokroku v zemědělství.
Období ekonomického růstu se dá připsat výsledkům programu modernizace zemědělství, která probíhala během let 1910–1920. K tomu se přistoupilo z důvodu zaznamenání narůstajícího deficitu v nabídce rýže. Filipíny kdysi vyvážející rýži se nyní staly jejím dovozcem v důsledku válek se Španěly a později s Američany a v důsledku realokace pracovní síly do exportu plodin.
30. léta značí konec tohoto období relativní ekonomické prosperity. Roku 1934 byl uzavřen vývoz cukru z Filipín do USA na 921,000 tun ročně. Výdaje na veřejnou infrastrukturu na zemědělství byly sníženy, vlákno abaka nyní stálo proti nově vynalezenému nylonu. Přestože obsah plochy využívané k zemědělství narůstal, nárůst byl jen 1 % ročně.
Největší následky tohoto období měl plán navázaného směnného kurzu mezi pesem a dolarem. Ten byl pevně zákonem stanoven až do roku 1975. Došlo tak k zajištění monetární stability pro zahraniční investory, což do roku 1938 převedlo 40 % celého investovaného kapitálu do výroby a komerčních podniků vlastněných zahraničními subjekty. Na druhou stranu nadhodnocení pesa znevýhodnilo v oblasti zahraničního obchodu zbytek Asie.

#### Druhá světová válka (1941–1945)
Při japonské invazi na Filipíny byla neoficiálně založena druhá filipínská republika, ekonomický růst se pozastavil, což zapříčinilo pokles zásob jídla. Tehdy jmenovaný President Jose Laurel zorganizoval systém na přidělování rýže. Většina této rýže byla však zabavována japonským vojskem. Hlavní město Filipín Manila, bylo jedno z mnoha měst v zemi, které trpěly nedostatkem potravin. Bylo to především způsobeno silným tajfunem, který zemi zasáhl v listopadu roku 1943. Filipíňané tak byli nuceni pěstovat jídlo na svých soukromých pozemcích, které produkovali pouze okopaniny. Japonci se následně snažili zvýšit produkci rýže na Filipínách a tak z Tchaj-wanu přivezli rýži horai, která dozrávala podstatně rychleji než rýže obyčejná. Doufali, že tato rýže Filipínám pomůže z krize, ale kvůli dešťům v roce 1942 k tomu nedošlo.
Dále japonská vláda, která zemi okupovala, zavedla novou měnu v minimálních hodnotách. Tato měna měla za důsledek velkou inflaci. V roce 1945 Japonci dokonce zavedli bankovku 1000 pesos. Této nové měně se začalo říkat peníze Mickeyho Mouse, kvůli jejich nízké hodnotě způsobené tak silnou inflací. V roce 1944 krabička zápalek stála více než 100 pesos Mickeyho Mouse. Tato inflace sužovala zemi devalvací japonských peněz. Svědčí o tom 60% inflace zaznamenaná v lednu 1944.

### Nezávislé Filipíny

#### Třetí Filipínská republika (1946–1965)
V roce 1945 byl obnoven Commonwealth of the Philippines, zemi zůstala zdevastovaná města a sužovala ji finanční a potravinová krize. O rok později, v roce 1946, byla vyhlášena nezávislost Filipíny na USA a došlo k založení Třetí Filipínské republiky.
Ve snaze vyřešit ohromné socio-ekonomické problémy, nově zvolený prezident Manuel Roxas zcela přebudoval vládu a představil rozsáhlý legislativní program. Mezi jeho počáteční závazky patřilo založení společnosti Rehabilitation Finance Corporation (ta byla roku 1958 přetvořena na Filipínskou rozvojovou banku), vytvoření ministerstva zahraničích věcí a organizace zahraničních služeb, listina práv pro filipínské veterány a revize daňových zákonů za účelem zvýšení vládních příjmů.
Prezident Roxan se rozhodl požádat Filipínskou centrální banku, aby spravovala filipínský bankovní systém (zavedený republikovým zákonem č. 265) a tím posílit samostatnost země.
Vláda Roxana byla zcela bez peněz a tak se prezident rozhodl vést kampaň za paritní dodatek k ústavě z roku 1935. Tento dodatek, který byl požadován zákonem o obchodních vztazích na Filipínách, způsobil, že američtí občané a průmyslová odvětví mohli využívat filipínské přírodní zdroje výměnou za rehabilitační podporu ze strany USA. Se souhlasem kongresu prezident nechal národ rozhodnout o dodatku prostřednictvím referenda.
Roxanova administrativa se také zaměřila na zahraniční politiku. Filipínský více prezident Eldipio Qirino byl jmenován do pozice ministra zahraničních věcí. Generál Carlos P. Romulo, jako stálý zástupce Filipín u OSN, pomáhal reprezentovat zemi na mezinárodní úrovni v době obnovování mezinárodní diplomacie a vztahů. Během Roxanovi vlády navázaly Filipíny diplomatické mezinárodní styky a získaly členství v řadě mezinárodních organizacích jako je OSN General Assembly, UNESCO ( the United Nations Educational, Scientific and Cultural Organization), WHO (the World Health Organization) , ILO (the International Labor Organization) a další.
Poté, co se prezidentem stal Carlos P. Garcia, jeho administrativa začala prosazovat politiku „Filipínci první“. Ústředním bodem této taktiky bylo znovuzískání ekonomické nezávislosti. Gaciova administrativa bojovala za podporu filipínských produktů, služeb a vykonaných dovozů a měny, která byla příznivá pro filipínský průmysl.
Prezident Macapagal se zaměřil na soběstačnost země a na podporu blahobytu všech občanů prostřednictvím spolupráce vlády a soukromého sektoru. Také se zaměřil na zmírnění chudoby a řešení nezaměstnanosti.

#### Období vlády Ferdinanda Marcose (1965–1986)
Prezident Ferdinand E. Marcos vyhlásil stanné právo v důsledku rostoucího odporu studentského hnutí a stále většího počtu komunistických a socialistických skupin, které lobovaly za reformy v příslušných sektorech. Levice uspořádala shromáždění, aby vyjádřila své frustrace vůči vládě. Tyto nepokoje vyvrcholily vzbouřením First Quarter Storm, kdy aktivisté zaútočili na palác v Malacañangu. Filipínská policie vedla zásah na odvrácení tohoto útoku. Při této události zemřeli čtyři lidé a mnoho bylo zraněno po četných přestřelkách. Dne 21. září 1972, Marcos vydal Proklamaci č. 1081, která ukládala stanné právo na Filipínách. Jde o prohlášení, které omezilo občanská práva a uložilo vojenskou vládu v zemi. Během stanného práva na Filipínách vzrostlo HDP z 55 milionů na 193 milionů za osm let. Tento růst byl urychlen masivními půjčkami od komerčních bank, které představovaly asi 62% procent zahraničního dluhu. Jako rozvojová země byl Filipíny během stanného práva jedním z největších vypůjčovatelů.
Tyto agresivní kroky považovali kritici za prostředek legitimizace stanného práva, údajně zvyšovalo šance země na globálním trhu. Velká část peněz byla použita na přečerpávání s cílem zlepšit infrastrukturu a podpořit cestovní ruch. Navzdory agresivní výpůjční a výdajové politice však Filipíny v tempu růstu HDP na obyvatele zaostávaly za svými protějšky v jihovýchodní Asii. Země v letech 1970–1980 zaznamenala pouze průměrný růst 5,73 procenta, zatímco její protějšky jako Thajsko, Malajsie, Singapur a Indonésie dosáhly průměrného růstu 7,97 procenta. Toto zaostávání, které se velmi jasně ukázalo na konci Marcosova režimu, lze připsat selhání ekonomického řízení způsobeného státem ovládanými monopoly, špatně řízeným směnným kursům, nerozvážnou měnovou politikou, a to vše podpořeno skrytou korupcí.

#### Období vlády Corazon Aquino (1986–1992)
Aquino převzala ekonomiku, která prošla během revoluce People Power sociálně-politickými změnami. Došlo k finančnímu a komoditnímu kolapsu způsobenému celkovým spotřebitelským cynismem, dále také k sociálním a ekonomickým nepokojům vyplývajících z mnoha globálních nedostatků. Pořádaly se masivní protesty, které kritizovaly nedostatek transparentnosti vlády, spekulativní opozici a došlo k různým atentátům a neúspěšným převratům. V té době začal zemi tížit dluh způsobený vládou prezidenta Marcose.
Aquino se zaměřila na změnu špatné pověsti země a o splacení všech dluhů. To mělo za následek škrty v rozpočtu a dále zhoršilo situaci nižší třídy, protože pracovní místa, která jim nabízela vláda, nyní zmizela. V odlehlých provinciích, kde se betonové silnice změnily na asfalt, byly zastaveny projekty infrastruktury včetně oprav. Prioritou vlády Aquino byla privatizace mnoha vládních korporací a většiny stravovacích služeb, což vedlo k masivnímu propouštění a inflaci. Vláda Aquino vytrvale věřila, že problémy, které vznikly odstraněním předchozí správy, lze vyřešit decentralizací moci.
Růst země se začal projevovat v dalších letech. Od roku 1987 do roku 1991 došlo ke krátkodobému, nerovnoměrnému a nepravidelnému zotavení, protože politická situace se trochu stabilizovala. Tím se peso stalo konkurenceschopnějším, postupně se obnovila důvěra investorů, uskutečnily se obchodní směny a postupně se posílil regionální růst.

#### Ramosova nadvláda (1992–1998)
Období této správy se vyznačuje liberalizací kapitálových účtů, což zemi pomohlo na cestě k mezinárodnímu obchodu, investicemi a vztahy. Během tohoto Filipíny vstoupily do World Trade Organization a dalších asociací volného obchodu jako například APEC. Také došlo k poklesu dluhu a došlo k vydání jistých vládních dluhopisů nazývaných Brady Bonds roku 1992. Klíčová vyjednávání s protichůdnými silami v Mindanao byly v tomto období úspěšnější.
V době kdy Ramos uspěl ve volbách roku 1992 už byla filipínská ekonomika zatížená těžkým rozpočtovým deficitem. To bylo především důsledkem úsporných opatření vynucených standardním úvěrovým jednáním s International Monetary Fund a destrukcí způsobenou přírodními katastrofami jako například výbuch sopky Pinatubo. Ramos se proto uchýlil k institucionálním změnám skrze strukturální reformu politiky.
Ekonomika během prvních let Ramosovy nadvlády trpěla mnoha nedostatky energie. K vyřešení tohoto problému byl do zákona zaveden Electric Power Crisis Act spolu s Build-Operate-Transfer Law. Došlo díky tomu k výstavbě dvaceti elektráren, čímž byla vláda schopna do prosince 1993 eliminovat nedostatek energie a udržela tak po nějakou dobu ekonomický růst.
Ekonomika se zdála být připravena na období dlouhodobého růstu, jak značí ekonomické ukazatele v letech 1994 až 1997. Nástup Asijské krize však začal kromě Thajska a Korey ovlivňovat i Filipíny. To vyústilo v potopení ekonomiky do plynulé devalvace a velmi riskantních akcí, které měly za následek krach nemovitostí a negativní růst sazeb. Pozoruhodný výkon nadvlády byl nicméně ten, že ekonomika byla schopna odolat nákaze Asijskou krizí lépe než jakýkoliv jiný přilehlý stát. Nejdůležitější součástí nadvlády bylo zdůraznění důležitých zásad reforem, které zahrnovaly také ekonomickou liberalizaci, silnější institucionální základy pro rozvoj, redistribuci a politické reformy.
Mezi některé z nejdůležitějších politik a průlomů této nadvlády patří Capital Account Liberation a následující závazky ke sdružením volného obchodu jako například APEC, AFTA, GATT a WTO. Liberalizace plně vyvrcholila roku 1992 plnou směnitelností pesa.

#### Estradova vláda (1998–2001)
I přes to, že se Estradova administrativa musela vypořádávat s neustálými otřesy asijské krize, byla pro ni charakteristická špatná správa ekonomiky a tzv. „půlnoční kabinety“. Ekonomika na Filipínách se ubírala stále horším směrem. Cílené výnosy nebyly dosaženy, uskutečnění některých postupů se velmi zpomalila a fiskální úpravy nebyly efektivně konceptualizovány. Vše se ještě zhoršilo náhlým vstupem Jueteng. To vedlo k následným revolucím EDSA.
Mimo všechny tyto problémy, Estradova vláda zavedla i několik chvályhodných opatření v oblasti populační politiky. Pomohla manželským párům na jejich cestě k rodičovství, snížila nežádoucí plodnost a podpořila produkci antikoncepce. Dále poskytovala sociální služby, základní potřeby a pomáhala chudým rodinám. Vláda také přispívala k agrární reformě. Zavádějí program „Udržitelná agrární reformní společenství – technická podpora pro agrární a venkovský rozvoj“.

#### Administrativa Macapagal-Arroyo  (2001–10)
Administrativa vlády Glorie Arroyo byla z ekonomického hlediska obdobím dobrých růstových rychlostí současně s USA, pravděpodobně kvůli vzniku zámořských filipínských pracovníků (OFW) a outsourcingu obchodního procesu (BPO). Vznik OFW a BPO zlepšil příspěvky převodů OFW a investic k růstu. V roce 2004 však fiskální deficity rostly a rostly s klesajícím výběrem daní, pravděpodobně kvůli nekontrolovatelnému a rozsáhlému vyhýbání se daňovým povinnostem a daňovým únikům. V obavě, že by se proroctví soudného dne představující [argentinské selhání] v roce 2002 mohlo uskutečnit, možná kvůli stejnému druhu fiskální krize, administrativa prosadila uzákonění 12% DPH a E-DPH za účelem zvýšení daňových příjmů a řešení velké fiskální deficity. To posílilo důvěru ve fiskální politiku a vrátilo ekonomiku zpět na správnou cestu.
Krátce nato politická nestabilita znovu postihla zemi a ekonomiku s tím, jak se hrůzy Abu Sayyaf zintenzivnily. Krize legitimity správy se také stala horkým problémem a hrozbou pro autoritu správy Arroyo. Kromě toho si vláda Arroyo prošla mnoha obviněními kvůli některým kontroverzním dohodám, jako je NBN-ZTE Broadband Deal. Kvůli podpoře místních vůdců a většiny Sněmovny reprezentantů byla obnovena politická stabilita a hrozby pro vládu byly potlačeny a utlumeny. Konec vládního období byl poznamenán vysokou mírou inflace u rýže a ropy, což vedlo k další fiskální krizi v roce 2008. Ta pak byla prohloubena i velkou recesí v roce 2008, která postihla i USA a zbytek světa.
Důležité politiky správy Arroyo zdůraznily význam regionálního rozvoje, cestovního ruchu a zahraničních investic do země. Kromě přijetí a zavedení politiky E-DPH k řešení zhoršujících se fiskálních deficitů administrativa prosazovala také studie regionálního rozvoje s cílem řešit určité regionální problémy, jako jsou rozdíly v regionálních příjmech na obyvatele a dopady komerčních komunit o růstu venkova. Správa rovněž prosazovala investice do zlepšení cestovního ruchu, zejména v jiných neprozkoumaných regionech, které ve skutečnosti také potřebují rozvojové dotyky. Pro další zlepšení cestovního ruchu zahájila správa politiku týkající se tzv. Holiday Economics, která zahrnuje změnu dnů, v nichž by se oslavovali určité svátky. Díky tomu se investice a cestovní ruch skutečně zlepšily. Pokud jde o investice, administrativa Arroyo často navštěvovala jiné země, aby podpořila zahraniční investice pro zlepšení filipínské ekonomiky a jejího rozvoje.

#### Období vládyBenigna Aquina(2010–2016)
Filipíny jako jedna z nově průmyslově vyspělých zemí, která měla v posledních letech čistý zisk za vlády prezidentky Arroyo, vydávala měnu. Vláda spravovala zahraniční dluhy, které klesly z 58 % v roce 2008 na 47 % celkových vládních půjček.
Země v roce 2011 výrazně klesla na 3,6 % HDP kvůli tomu, že vláda kladla menší důraz na export a méně investovala do infrastruktury. Toto narušení dovozu surovin ze zahraničí bylo způsobeno záplavami v Thajsku a tsunami v Japonsku.
Ekonomika zaznamenala nepřetržitý růst reálného HDP nejméně o 5% od roku 2012.

## Rozdělení na sektory

### Nerostné bohatství
Co se nerostného bohatství týče, jsou Filipíny velmi bohaté. Nachází se zde naleziště rud železa, mědi, zinku, olova, manganu, chromu, zlata, stříbra, rtuti a kobaltu. Jsou zde i ložiska dvou důležitých paliv, ropy a černého uhlí.

### Zemědělství

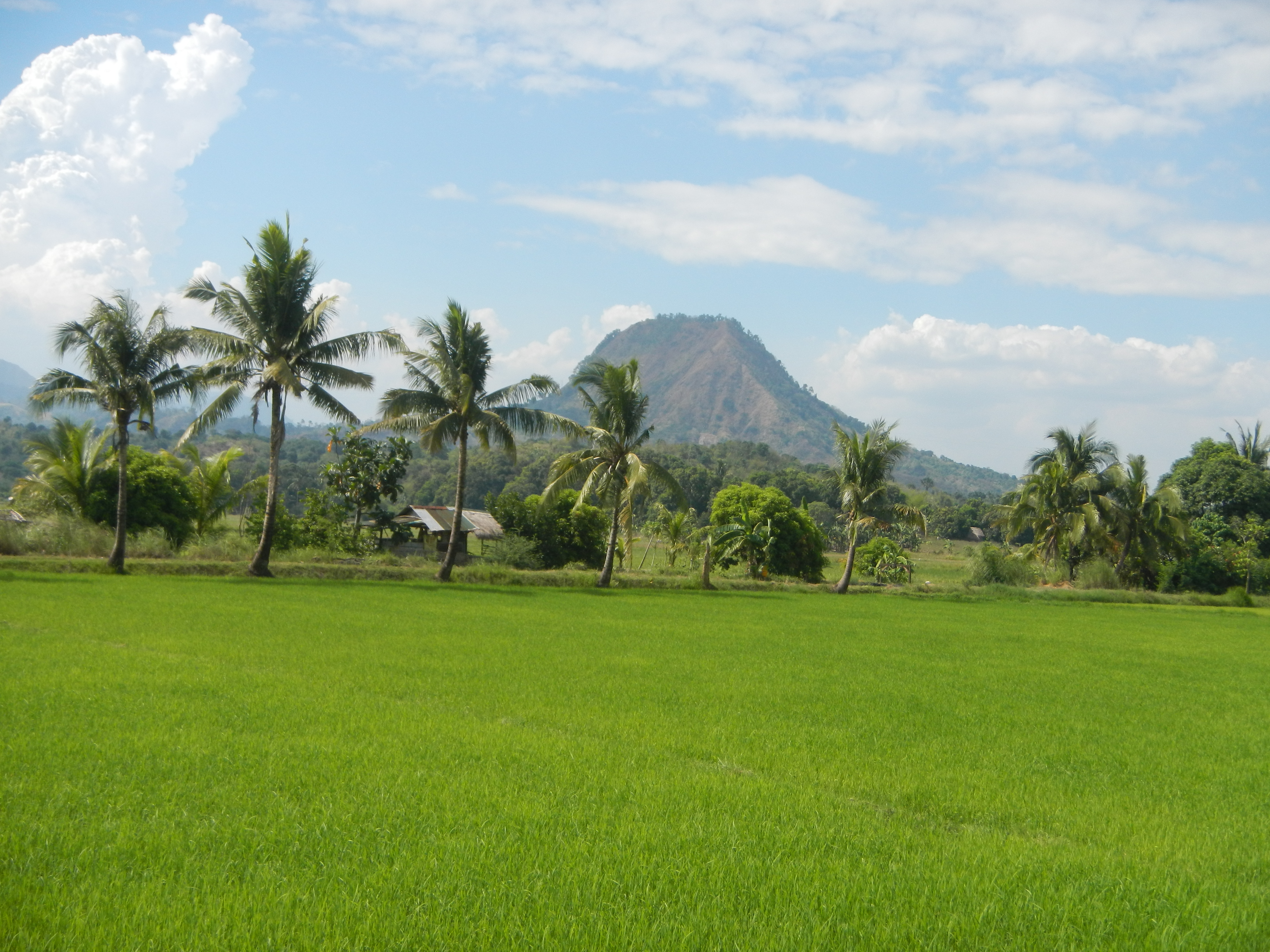
Rýžová pole v provincii Bataan

Zemědělstvím se živí asi 40 % obyvatel. Zemědělská půda zaujímá asi 34 % území státu. Nejvýznamnější plodinou je kokosová palma. Zpracováním dužiny jejich plodů (kokosové ořechy) se vyrábí tzv. kopra. Filipíny jsou v její výrobě a produkci první na světě. Ještě se zde pěstují ananasy, banány, batáty, cukrová třtina, kakao, kaučukovník, káva, kukuřice, mango, maniok, rýže a tabák. Zemědělství převládá nad průmyslem.

### Průmysl
Filipíny patří k rozvojovým zemím. Donedávna zde převládala tradiční odvětví průmyslu – průmysl potravinářský, textilní, dřevařský a částečně chemický. Od 70. let 20. století začíná na významu nabírat strojírenství. Významnými odvětvími strojírenství se stala výroba videorekordérů, televizorů a radiomagnetofonů a montáž automobilů. Největším průmyslovým centrem země je hlavní město Manila, zde je soustředěno téměř 90% veškerého filipínského průmyslu.
- Letecký a kosmický průmysl: Produkty leteckého a kosmického průmyslu slouží hlavně pro export a zahrnují výrobu součástek pro letadla společností Boeing a Airbus. Moog je zde největší výrobce těchto produktů.

- Automobilový průmysl: ABS systémy používané v automobilech Mercedes-Benz, BMW a Volvo jsou vyráběny na Filipínách. Toyota, Mitsubishi, Nissan a Honda patří mezi nejvíce prominentní automobilky v zemi. Kia a Suzuki vyrábí v zemi malá auta. Isuzu produkuje SUV automobily. Honda a Suzuki produkují motocykly.

- Stavba a opravy lodí: Filipíny jsou významným hráčem ve světové výrobě lodí. Roku 2010 se staly čtvrtým největším národem ve výrobě lodí. Vzhledem k přímořské poloze má země hojné množství hlubinných přístavů ideálních pro rozvoj výrobních, stavebních a opravných ploch.

- Elektronika: Již 20 let v Baguio funguje továrna Texas Instruments, jež je zároveň největším producentem DSP chipů na světě. V současnosti se filipínské továrny zaměřují na produkci hard-drive disků.

### Turismus
Turismus je pro ekonomiku Filipín důležitý sektor, neboť 7,8 % přispívá k tvorbě HDP (2014). Podle dat National Statistical Coordination Board turistický průmysl zaměstnává asi 3,8 milionů Filipínců. V roce 2014 přispíval sektor turismu 1,4 biliony pesy do ekonomiky země.